# 納瓦達縣
納瓦達縣是印度的一個縣，位於該國東北部，由比哈爾邦負責管轄，面積2,492平方公里，識字率為61.63%，2011年人口2,059,179，人口密度每平方公里826人。

## 外部連結
- Nawada Information Portal

24°45′N 85°00′E / 24.750°N 85.000°E